# Velus Jones Jr.
Velus Tyler Phillip Jones Jr. (Mobile, Alabama, 11 de mayo de 1997) más conocido como Velus Jones Jr., es un jugador profesional estadounidense de fútbol americano, se desempeña en la posición de wide receiver en Chicago Bears, en la National Football League (NFL).

## Carrera
Fue seleccionado en la tercera ronda en la Reunión Anual de Selección de Jugadores de la NFL de 2022. Hizo su debut profesional con el equipo Chicago Bears, donde lleva jugando dos temporadas.